# Jåberg Station
Jåberg Station (Jåberg stasjon) var en jernbanestation på Vestfoldbanen, der lå i Sandefjord kommune i Norge.
Stationen blev åbnet som holdeplads sammen med banen fra Drammen til Larvik 7. december 1881. Oprindeligt hed den Joberg, men den skiftede navn til Jaaberg i april 1894 og til Jåberg i april 1921. Den blev opgraderet til station 1. juli 1910. Den blev nedgraderet til holdeplads igen 1. marts 1966 og til trinbræt 1. august 1969. Den blev nedlagt 28. maj 1978.
Stationsbygningen blev opført efter tegninger af Balthazar Lange. Der var tale om en stationsbygning for mellemstationer af fjerde klasse ligesom Galleberg, Barkåker, Råstad og Bjørkedal. Bygningen blev revet ned i 1991.